# Einwohnerentwicklung von Stuttgart
Dieser Artikel gibt die Einwohnerentwicklung von Stuttgart tabellarisch und graphisch wieder.
Am 31. Dezember 2023 betrug die „Amtliche Einwohnerzahl“ für Stuttgart nach Fortschreibung des Statistischen Landesamtes Baden-Württemberg 613.111 (nur Hauptwohnsitze und nach Abgleich mit den anderen Landesämtern).

## Einwohnerentwicklung
Im Mittelalter und der frühen Neuzeit wuchs die Bevölkerungszahl von Stuttgart sehr langsam und ging wegen der zahlreichen Kriege, Seuchen und Hungersnöte immer wieder zurück. So wurde die Stadt im Dreißigjährigen Krieg mehrmals von kaiserlichen Truppen eingenommen. Die Bevölkerung sank während des Krieges um mehr als die Hälfte: 1648 hatte Stuttgart 4.500 Einwohner, 1600 waren es noch 10.000 gewesen. Nachdem Stuttgart 1806 Königssitz wurde, ließ Friedrich I. die Stadt dementsprechend ausbauen.
Zahlreiche Verlage zogen in die Stadt. Auch die Instrumentenfabrikation (Klavierbau) entwickelte sich. Die Einwohnerzahl verdoppelte sich zwischen 1802 und 1843 auf rund 40.000. Im Jahre 1846 wurde der Bahnhof in Betrieb genommen. Firmen wie Bosch oder Daimler siedelten sich an. Mit dem Beginn der Industrialisierung beschleunigte sich das  Bevölkerungswachstum. Lebten 1852 rund 50.000 Menschen in der Stadt, so waren es 1874 bereits 100.000. Damit wurde Stuttgart die erste Großstadt auf dem Gebiet des heutigen Landes Baden-Württemberg.
Auch durch zahlreiche Eingemeindungen wuchs die Bevölkerungszahl der Stadt. Am 1. April 1901 wurde Gaisburg (4.800 Einwohner) eingegliedert, am 1. April 1905 die Stadt Cannstatt (1900 = 26.497 Einwohner), sowie die Orte Untertürkheim und Wangen mit zusammen 43.050 Einwohnern. Am 1. August 1908 wurde Degerloch (4.300 Einwohner) eingemeindet. Bei der Volkszählung vom 5. Dezember 1917  wurde eine ortsanwesende Gesamtbevölkerung von 289.821 Personen ermittelt. Davon waren nach Angaben der Volkswirtschaftlichen Abteilung des Kriegsernährungsamtes 23.205 Militärpersonen und 3.559 Kriegsgefangene. Am 1. April 1922 kamen Botnang, Kaltental, Hedelfingen und Obertürkheim mit zusammen 14.700 Einwohnern nach Stuttgart. Bei der Volkszählung am 16. Juni 1925 lebten in der Stadt 341.967 Menschen.
Am 1. Juli 1929 wurde Hofen (1.300 Einwohner), am 1. April 1931 Zuffenhausen (15.630 Einwohner) und am 1. Mai 1931 Rotenberg (650 Einwohner) eingegliedert, am 1. Juli 1931 Münster am Neckar (4.900 Einwohner). Die Eingemeindung der Stadt Feuerbach sowie der Orte Mühlhausen am Neckar und Zazenhausen am 1. Mai 1933 brachte einen Zuwachs von 25.700 Personen. Bei der Zählung am 16. Juni 1933 hatte Stuttgart 415.028 Einwohner. Am 1. April 1937 kamen Heumaden, Rohracker, Sillenbuch und Uhlbach mit zusammen 7.500 Einwohnern hinzu. Die Eingliederung mehrerer Fildergemeinden (Birkach, Fasanenhof, Möhringen, Plieningen, Solitude, Stammheim, Vaihingen) brachte am 1. April 1942 einen weiteren Zuwachs von 40.550 Personen auf 498.063 Einwohner.
Deutlich sichtbar sind die Auswirkungen des Zweiten Weltkrieges. Die Stadt war im Verlauf des Krieges mehrmals das Ziel alliierter Luftangriffe. Der schwerste Angriff erfolgte am 12. September 1944 durch die britische Royal Air Force auf die Stuttgarter Altstadt. Dem anschließend entstandenen Feuersturm fielen mehr als 1.000 Menschen zum Opfer. Bei den insgesamt 53 Luftangriffen wurden 68 Prozent aller Gebäude zerstört und 4.477 Menschen getötet. Insgesamt verlor Stuttgart seit 1942 durch Evakuierung, Flucht und Luftangriffe fast die Hälfte seiner Bewohner. Die Bevölkerungszahl sank bis 30. April 1945 auf 266.067.
Durch die Rückkehr der Zwangsevakuierten und den Zustrom von Flüchtlingen und Vertriebenen aus den deutschen Ostgebieten stieg die Bevölkerungszahl wieder. 1950 lebten in der Stadt mit rund 500.000 Einwohnern wieder so viele Menschen wie nach den Eingemeindungen von 1942. Im Jahre 1962 erreichte die Bevölkerungszahl mit 640.560 ihren historischen Höchststand. Im Jahre 2006 war Stuttgart mit 593.923 Einwohnern nach München die zweitgrößte Stadt Süddeutschlands und lag unter den Großstädten Deutschlands an sechster Stelle.
Die folgende Übersicht zeigt die Einwohnerzahlen nach dem jeweiligen Gebietsstand. Bis 1832 handelt es sich meist um Schätzungen, danach um Volkszählungsergebnisse (¹) oder amtliche Fortschreibungen der Stadtverwaltung (bis 1970) und des Statistischen Landesamtes (ab 1971). Die Angaben beziehen sich ab 1837 auf die „Zollabrechnungsbevölkerung“, ab 1871 auf die „Ortsanwesende Bevölkerung“, ab 1925 auf die Wohnbevölkerung und seit 1987 auf die „Bevölkerung am Ort der Hauptwohnung“. Vor 1837 wurde die Einwohnerzahl nach uneinheitlichen Erhebungsverfahren ermittelt.

### Von 1400 bis 1870
(jeweiliger Gebietsstand)
| Jahr | Einwohner |
| ---- | --------- |
| 1400 | 4.000     |
| 1589 | 9.000     |
| 1600 | 10.000    |
| 1631 | 8.327     |
| 1648 | 4.500     |
| 1698 | 13.000    |
| 1707 | 16.000    |
| 1730 | 11.330    |
| 1758 | 18.145    |

| Jahr/Datum         | Einwohner |
| ------------------ | --------- |
| 1765               | 15.524    |
| 1769               | 15.151    |
| 1798               | 18.467    |
| 1802               | 21.545    |
| 1821               | 22.686    |
| 1824               | 29.143    |
| 1832               | 35.021    |
| 3. Dezember 1837 ¹ | 36.041    |
| 3. Dezember 1840 ¹ | 38.727    |

| Jahr/Datum         | Einwohner |
| ------------------ | --------- |
| 3. Dezember 1843 ¹ | 43.877    |
| 3. Dezember 1846 ¹ | 48.635    |
| 3. Dezember 1849 ¹ | 47.837    |
| 3. Dezember 1852 ¹ | 50.003    |
| 3. Dezember 1855 ¹ | 50.804    |
| 3. Dezember 1858 ¹ | 56.483    |
| 3. Dezember 1861 ¹ | 61.314    |
| 3. Dezember 1864 ¹ | 69.084    |
| 3. Dezember 1867 ¹ | 75.781    |

¹ Volkszählungsergebnis

### Von 1871 bis 1944
(jeweiliger Gebietsstand)
| Datum              | Einwohner |
| ------------------ | --------- |
| 1. Dezember 1871 ¹ | 91.623    |
| 31. Dezember 1872  | 94.354    |
| 31. Dezember 1873  | 98.148    |
| 31. Dezember 1874  | 102.095   |
| 1. Dezember 1875 ¹ | 107.273   |
| 1. Dezember 1880 ¹ | 117.303   |
| 1. Dezember 1885 ¹ | 125.901   |
| 1. Dezember 1890 ¹ | 139.817   |
| 2. Dezember 1895 ¹ | 158.321   |
| 1. Dezember 1900 ¹ | 166.699   |
| 31. Dezember 1901  | 185.734   |
| 31. Dezember 1902  | 189.820   |
| 31. Dezember 1903  | 194.049   |
| 31. Dezember 1904  | 198.415   |
| 1. Dezember 1905 ¹ | 249.443   |
| 31. Dezember 1906  | 256.297   |
| 31. Dezember 1907  | 262.768   |
| 31. Dezember 1908  | 273.553   |

| Datum              | Einwohner |
| ------------------ | --------- |
| 31. Dezember 1909  | 280.195   |
| 1. Dezember 1910 ¹ | 286.218   |
| 31. Dezember 1911  | 294.020   |
| 31. Dezember 1912  | 301.220   |
| 31. Dezember 1913  | 308.436   |
| 1. Dezember 1916 ¹ | 289.637   |
| 5. Dezember 1917 ¹ | 289.821   |
| 8. Oktober 1919 ¹  | 309.197   |
| 31. Dezember 1919  | 315.136   |
| 31. Dezember 1920  | 315.796   |
| 31. Dezember 1921  | 315.443   |
| 31. Dezember 1922  | 329.174   |
| 31. Dezember 1923  | 324.233   |
| 31. Dezember 1924  | 334.298   |
| 16. Juni 1925 ¹    | 341.967   |
| 31. Dezember 1925  | 349.709   |
| 31. Dezember 1926  | 354.120   |
| 31. Dezember 1927  | 364.838   |

| Datum             | Einwohner |
| ----------------- | --------- |
| 31. Dezember 1928 | 371.997   |
| 31. Dezember 1929 | 376.214   |
| 31. Dezember 1930 | 377.461   |
| 31. Dezember 1931 | 403.120   |
| 31. Dezember 1932 | 408.511   |
| 16. Juni 1933 ¹   | 415.028   |
| 31. Dezember 1933 | 417.985   |
| 31. Dezember 1934 | 426.035   |
| 31. Dezember 1935 | 429.445   |
| 31. Dezember 1936 | 436.968   |
| 31. Dezember 1937 | 451.959   |
| 31. Dezember 1938 | 456.100   |
| 17. Mai 1939 ¹    | 458.429   |
| 31. Dezember 1939 | 460.900   |
| 31. Dezember 1940 | 454.600   |
| 1. April 1942     | 498.063   |
| 1. Juli 1943      | 470.260   |

¹ Volkszählungsergebnis
Quelle: Stadt Stuttgart

### Von 1945 bis 1989
(jeweiliger Gebietsstand)
| Datum                | Einwohner |
| -------------------- | --------- |
| 8. Januar 1945       | 282.353   |
| 30. April 1945       | 266.067   |
| 31. Dezember 1945    | 359.319   |
| 29. Oktober 1946 ¹   | 413.528   |
| 31. Dezember 1947    | 447.604   |
| 13. September 1950 ¹ | 497.677   |
| 31. Dezember 1951    | 520.043   |
| 31. Dezember 1952    | 538.857   |
| 31. Dezember 1953    | 563.118   |
| 25. September 1956 ¹ | 601.115   |
| 6. Juni 1961 ¹       | 637.539   |
| 31. Dezember 1961    | 637.774   |
| 31. Dezember 1962    | 640.560   |
| 31. Dezember 1963    | 635.208   |

| Datum             | Einwohner |
| ----------------- | --------- |
| 31. Dezember 1964 | 629.752   |
| 31. Dezember 1965 | 628.585   |
| 31. Dezember 1966 | 624.202   |
| 31. Dezember 1967 | 612.907   |
| 31. Dezember 1968 | 616.025   |
| 31. Dezember 1969 | 625.888   |
| 27. Mai 1970 ¹    | 633.158   |
| 31. Dezember 1970 | 631.780   |
| 31. Dezember 1971 | 632.947   |
| 31. Dezember 1972 | 630.390   |
| 31. Dezember 1973 | 624.835   |
| 31. Dezember 1974 | 613.263   |
| 31. Dezember 1975 | 600.421   |
| 31. Dezember 1976 | 590.135   |

| Datum             | Einwohner |
| ----------------- | --------- |
| 31. Dezember 1977 | 584.554   |
| 31. Dezember 1978 | 583.700   |
| 31. Dezember 1979 | 581.989   |
| 31. Dezember 1980 | 580.648   |
| 31. Dezember 1981 | 583.001   |
| 31. Dezember 1982 | 573.577   |
| 31. Dezember 1983 | 567.020   |
| 31. Dezember 1984 | 561.567   |
| 31. Dezember 1985 | 561.628   |
| 31. Dezember 1986 | 565.486   |
| 25. Mai 1987 ¹    | 551.904   |
| 31. Dezember 1987 | 556.302   |
| 31. Dezember 1988 | 562.658   |
| 31. Dezember 1989 | 570.699   |

¹ Volkszählungsergebnis
Quellen: Stadt Stuttgart (bis 1970), Statistisches Landesamt Baden-Württemberg (ab 1971)

### Ab 1990
Zur grafischen Darstellung der Entwicklung seit 1990 siehe Abschnitt Prognosen.
(jeweiliger Gebietsstand)
| Datum             | Einwohner |
| ----------------- | --------- |
| 31. Dezember 1990 | 579.988   |
| 31. Dezember 1991 | 591.946   |
| 31. Dezember 1992 | 599.415   |
| 31. Dezember 1993 | 594.406   |
| 31. Dezember 1994 | 588.482   |
| 31. Dezember 1995 | 585.604   |
| 31. Dezember 1996 | 585.540   |
| 31. Dezember 1997 | 585.274   |
| 31. Dezember 1998 | 581.961   |
| 31. Dezember 1999 | 582.443   |

| Datum             | Einwohner |
| ----------------- | --------- |
| 31. Dezember 2000 | 583.874   |
| 31. Dezember 2001 | 587.152   |
| 31. Dezember 2002 | 588.477   |
| 31. Dezember 2003 | 589.161   |
| 31. Dezember 2004 | 590.657   |
| 31. Dezember 2005 | 592.569   |
| 31. Dezember 2006 | 593.923   |
| 31. Dezember 2007 | 597.176   |
| 31. Dezember 2008 | 600.068   |
| 31. Dezember 2009 | 601.646   |

| Datum             | Einwohner |
| ----------------- | --------- |
| 31. Dezember 2010 | 606.588   |
| 31. Dezember 2011 | 591.015   |
| 31. Dezember 2012 | 597.939   |
| 31. Dezember 2013 | 604.297   |
| 31. Dezember 2014 | 612.441   |
| 31. Dezember 2015 | 623.738   |
| 31. Dezember 2016 | 628.032   |
| 31. Dezember 2017 | 632.743   |
| 31. Dezember 2018 | 634.830   |
| 31. Dezember 2019 | 635.911   |

| Datum             | Einwohner |
| ----------------- | --------- |
| 31. Dezember 2020 | 630.305   |
| 31. Dezember 2021 | 626.275   |
| 31. Dezember 2022 | 612.041   |
| 31. Dezember 2023 | 613.111   |
| 31. Dezember 2024 | 612.663   |

Quelle: Statistisches Landesamt Baden-Württemberg

## Bevölkerungsprognose
In ihrem 2006 publizierten „Wegweiser Demographischer Wandel 2020“, in dem die Bertelsmann-Stiftung Daten zur Entwicklung der Einwohnerzahl von 2.959 Kommunen in Deutschland liefert, wird für Stuttgart ein Rückgang der Bevölkerung zwischen 2003 und 2020 um 2,0 Prozent (11.976 Personen) vorausgesagt.
Absolute Bevölkerungsentwicklung 2003–2020 – Prognose für Stuttgart (Hauptwohnsitze):
| Datum             | Einwohner |
| ----------------- | --------- |
| 31. Dezember 2003 | 589.161   |
| 31. Dezember 2005 | 590.605   |
| 31. Dezember 2010 | 590.767   |
| 31. Dezember 2015 | 586.955   |
| 31. Dezember 2020 | 577.185   |

Die nebenstehenden Prognosen im Vergleich zur realen Entwicklung seit 1990

Die Prognose wurde 2009 aktualisiert und umfasst nun einen Zeitraum von 2006 bis 2025. In diesem Zeitraum wird von einem Anstieg der Bevölkerung um 13.795 Einwohner oder 2,32 % ausgegangen.
| Datum             | Einwohner |
| ----------------- | --------- |
| 31. Dezember 2006 | 593.923   |
| 31. Dezember 2010 | 598.269   |
| 31. Dezember 2015 | 603.579   |
| 31. Dezember 2020 | 607.242   |
| 31. Dezember 2025 | 607.718   |

Quelle: Bertelsmann-Stiftung
Im Jahr 2015 fand eine weitere Aktualisierung statt. Sie umfasst nun den Zeitraum von 2012 bis 2030. In diesem Zeitraum wird von einem Anstieg der Bevölkerung um 42.010 Einwohner oder 7,03 % ausgegangen.
| Datum             | Einwohner |
| ----------------- | --------- |
| 31. Dezember 2012 | 597.460   |
| 31. Dezember 2020 | 630.070   |
| 31. Dezember 2025 | 637.730   |
| 31. Dezember 2030 | 639.470   |

Quelle: Bertelsmann-Stiftung

## Bevölkerungsstruktur
Die größten Gruppen der melderechtlich in Stuttgart registrierten Ausländer kamen am 31. Dezember 2016 aus der Türkei (18.446), Kroatien (14.550), Griechenland (13.939), Italien (13.914), Serbien (6.133), Rumänien (6.004), Bosnien und Herzegowina (4.884), Polen (4.325), Portugal (4.325) und Syrien (4.178). Von der amtlichen Statistik als Ausländer nicht erfasst werden eingebürgerte Personen und als Deutsche in Deutschland geborene Kinder ausländischer Abstammung.
| Bevölkerung                 | Stand 31. Dezember 2015 |
| --------------------------- | ----------------------- |
| Einwohner mit Hauptwohnsitz | 602.301                 |
| davon männlich              | 299.973                 |
| weiblich                    | 302.328                 |
| Deutsche                    | 453.880                 |
| davon männlich              | 221.864                 |
| weiblich                    | 232.016                 |
| Ausländer                   | 148.421                 |
| davon männlich              | 78.109                  |
| weiblich                    | 70.312                  |
| Ausländeranteil in Prozent  | 24,6                    |

Quelle: Stadt Stuttgart

## Altersstruktur

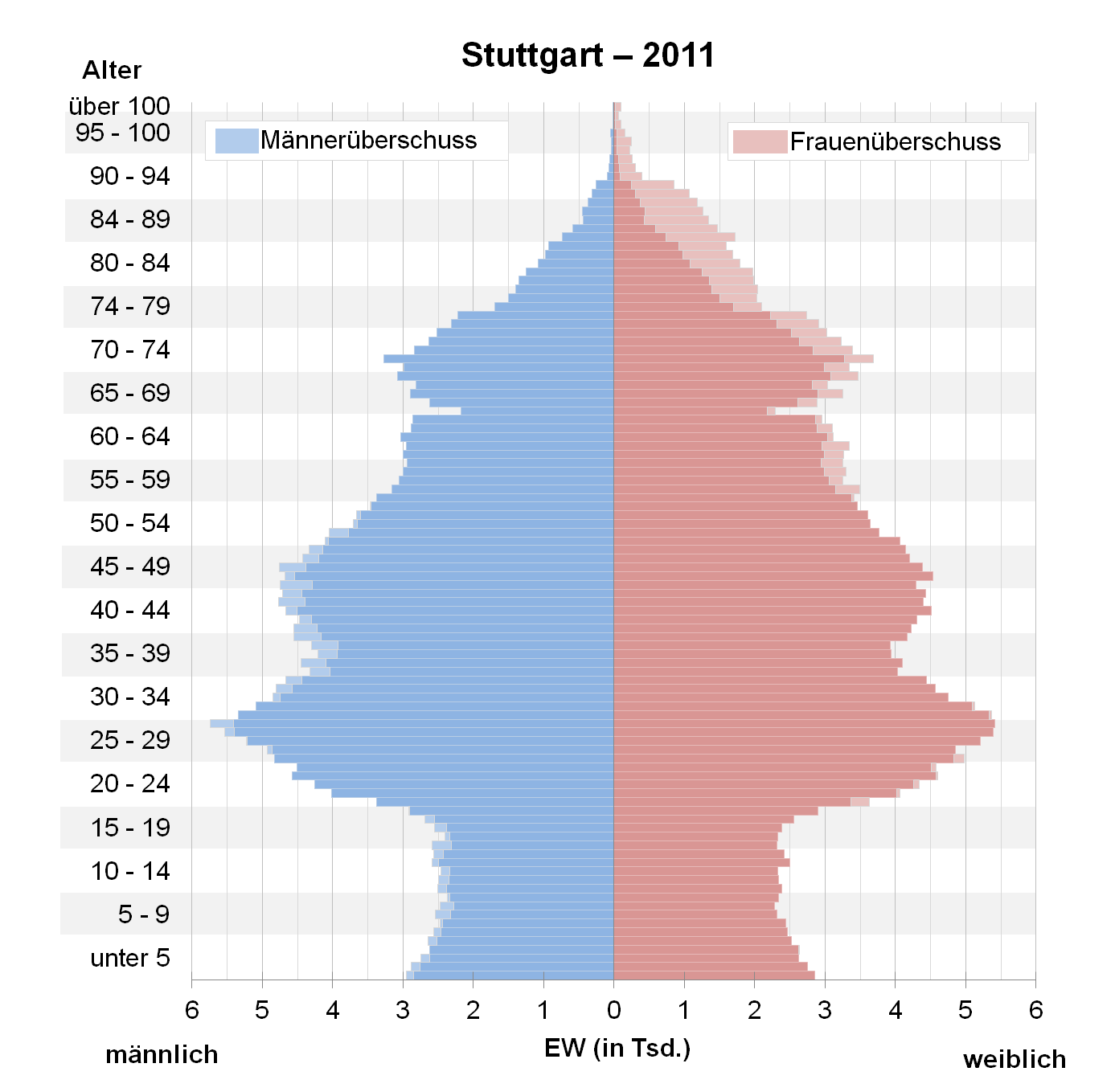
Bevölkerungspyramide für Stuttgart (Datenquelle: Zensus 2011.)

Die folgende Übersicht zeigt die Entwicklung der Gesamtbevölkerung und die einzelner Altersgruppen von 1990 bis 2007. Alle Daten stammen vom 31. Dezember des jeweiligen Jahres.
| Jahr | Gesamtbevölkerung | Alter: 0 bis 14 | Alter: 15 bis 64 | Alter: ab 65 |
| ---- | ----------------- | --------------- | ---------------- | ------------ |
| 1990 | 579.988           | 72.681          | 413.443          | 93.864       |
| 1991 | 591.946           | 76.059          | 421.960          | 93.927       |
| 1992 | 599.415           | 78.108          | 427.306          | 94.001       |
| 1993 | 594.406           | 78.152          | 422.282          | 93.972       |
| 1994 | 588.482           | 77.507          | 416.956          | 94.019       |
| 1995 | 585.604           | 77.155          | 414.213          | 94.236       |
| 1996 | 585.540           | 77.361          | 414.021          | 94.158       |
| 1997 | 585.274           | 77.269          | 414.188          | 93.817       |
| 1998 | 581.961           | 76.445          | 411.889          | 93.627       |
| 1999 | 582.443           | 76.687          | 410.983          | 94.773       |
| 2000 | 583.874           | 76.684          | 410.936          | 96.254       |
| 2001 | 587.152           | 76.915          | 412.032          | 98.205       |
| 2002 | 588.477           | 76.531          | 411.629          | 100.317      |
| 2003 | 589.161           | 75.971          | 410.799          | 102.391      |
| 2004 | 590.657           | 75.505          | 409.863          | 105.289      |
| 2005 | 592.569           | 74.636          | 409.964          | 107.969      |
| 2006 | 593.923           | 74.329          | 409.276          | 110.318      |
| 2007 | 597.176           | 74.225          | 410.975          | 111.976      |
| 2008 | 600.068           | 74.223          | 412.731          | 113.114      |

Quelle: Statistisches Landesamt Baden-Württemberg

## Stadtbezirke

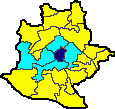
Innere Stadtbezirke

Die Einwohnerzahlen beziehen sich auf den 31. Dezember 2005 (Hauptwohnsitze).
| Name          | Fläche in km² | Einwohner- zahl | Einwohner pro km² | Ausländer in % |
| ------------- | ------------- | --------------- | ----------------- | -------------- |
| Bad Cannstatt | 15,71         | 68.005          | 4.329             | 28,6           |
| Birkach       | 3,09          | 6.800           | 2.201             | 12,5           |
| Botnang       | 2,14          | 13.729          | 6.415             | 13,7           |
| Degerloch     | 8,03          | 17.369          | 2.163             | 13,5           |
| Feuerbach     | 11,56         | 28.046          | 2.426             | 23,8           |
| Hedelfingen   | 7,33          | 9.428           | 1.286             | 22,5           |
| Mitte         | 3,81          | 22.601          | 5.932             | 29,4           |
| Möhringen     | 15,03         | 30.074          | 2.001             | 15,4           |
| Mühlhausen    | 9,12          | 26.111          | 2.863             | 17,1           |
| Münster       | 2,22          | 6.402           | 2.884             | 20,0           |
| Nord          | 6,82          | 26.286          | 3.854             | 23,5           |
| Obertürkheim  | 5,46          | 8.265           | 1.514             | 22,9           |
| Ost           | 9,05          | 47.506          | 5.249             | 26,6           |
| Plieningen    | 13,08         | 12.911          | 987               | 14,9           |
| Sillenbuch    | 7,46          | 24.374          | 3.267             | 11,6           |
| Stammheim     | 4,30          | 12.371          | 2.877             | 15,6           |
| Süd           | 9,58          | 43.914          | 4.584             | 25,7           |
| Untertürkheim | 6,06          | 16.452          | 2.715             | 25,8           |
| Vaihingen     | 20,89         | 44.385          | 2.125             | 17,4           |
| Wangen        | 3,42          | 8.873           | 2.594             | 33,9           |
| Weilimdorf    | 12,56         | 30.798          | 2.452             | 17,4           |
| West          | 18,65         | 51.439          | 2.758             | 21,3           |
| Zuffenhausen  | 12,00         | 35.889          | 2.991             | 26,7           |
| Stuttgart     | 207,36        | 592.028         | 2.855             | 21,9           |

Quelle: Stadt Stuttgart

## Stadtteile
- Liste der Stadtteile Stuttgarts mit den Einwohnerzahlen von 5/2020